# Ерозійний стовп

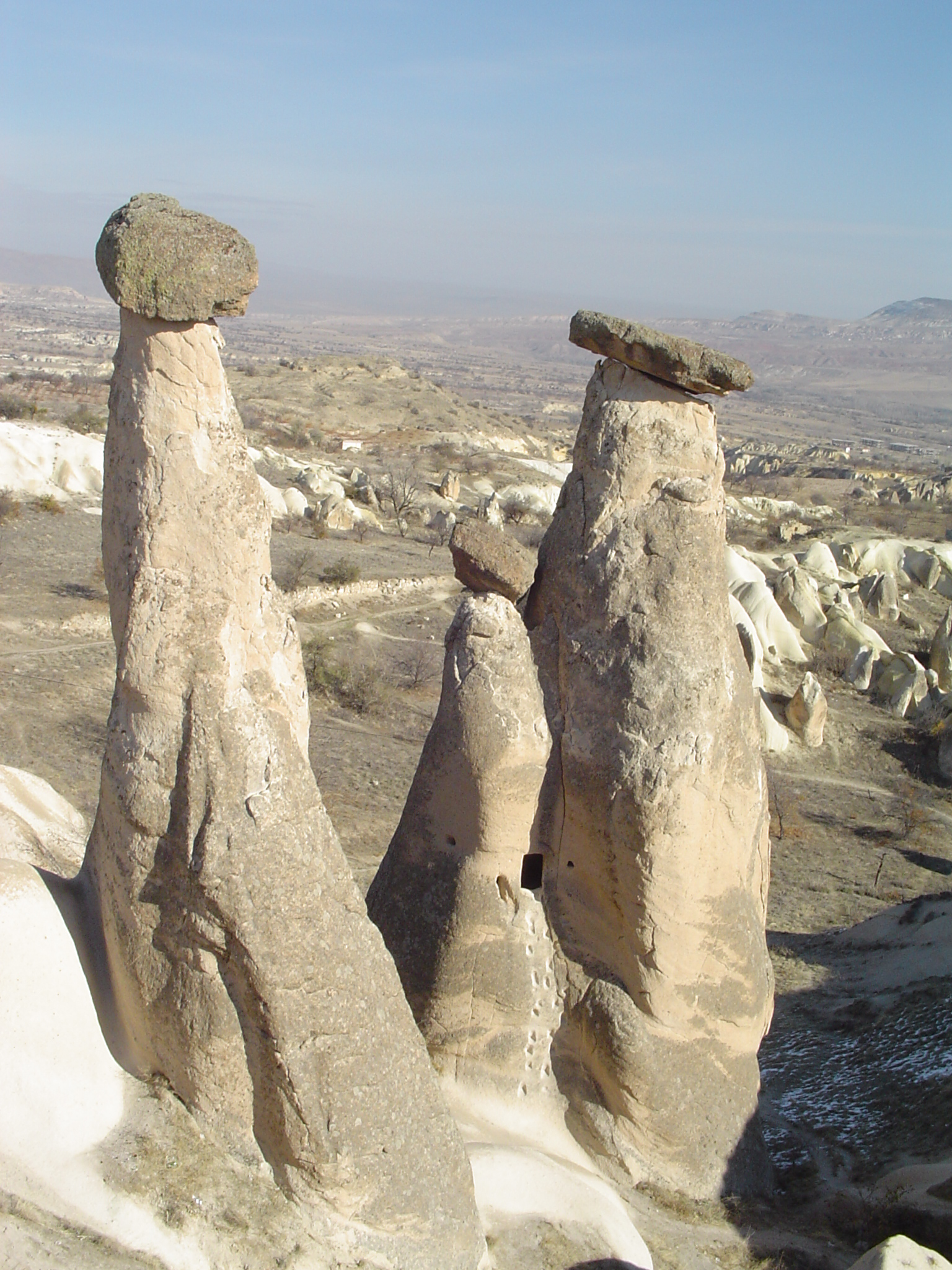
Ерозійний стовп у Туреччині.

Ерозійний стовп (зустрічаються також назви скелястий навіс, чарівний димар, земляна піраміда, гуду, худу, від англ. hoodoo) — високі, тонкі «шпильки» скель, що виступають з нижніх шарів аридних басейнів водойм або бедлендів. Ерозійні стовпи складаються з відносно м'якої породи, «увінчаної» важким і міцним каменем у верхній частині кожного «стовпа». Вони, як правило, формуються в межах формацій осадових гірських і вулканічних порід.
Подібні «стовпи» розташовуються зазвичай в пустелях сухих і жарких областей Землі. Основна їх відмінність від пінаклів і «шпилів» в тому, що «стовпи» мають змінну товщину й іноді описуються як «подібні до тотемних стовпів». «Шпиль», на відміну від «стовпа», виглядає «гладшим» і має одноріднішу товщину, яка знижується від низу до верху.
Висота «стовпів» варіюється від зросту дорослої людини до висоти десятиповерхової будівлі. Їхні форми зумовлені чергуванням ерозії м'яких і твердих шарів породи. Відмінність кольорів «стовпів» по усій їх висоті пояснюється відмінністю мінералів, що залягають в них.

## Розташування

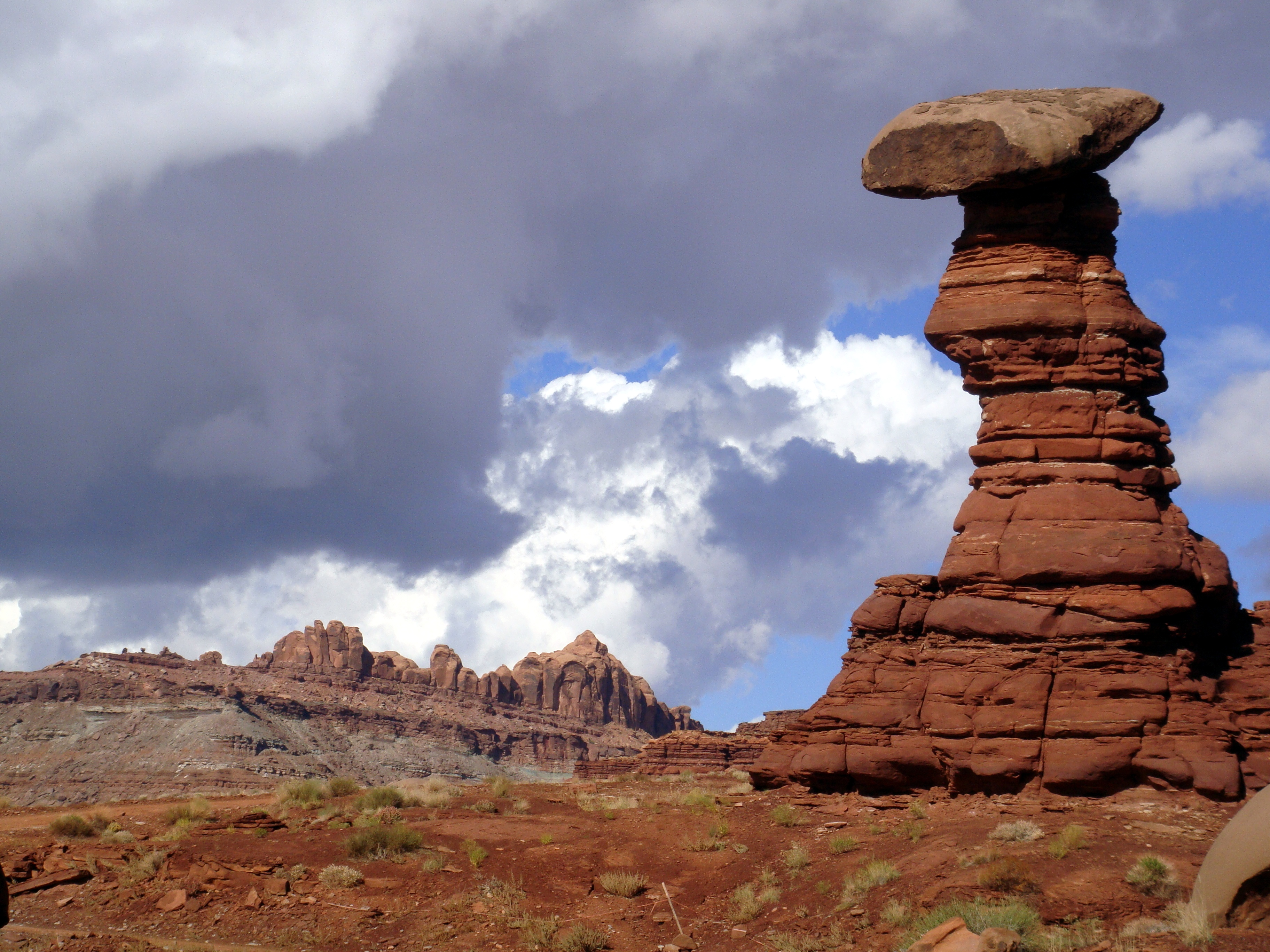

Ерозійні стовпи зазвичай зустрічаються на плато Колорадо і в районі неродючих земель в Північній Америці. Хоча ерозійні стовпи розкидані по усіх цих регіонах, у всьому іншому світі їх не так багато, як в північній частині національного парку Брайс-каньйон, розташованого в штаті Юта.
Ерозійні стовпи є туристичною пам'яткою у Каппадокії, Туреччина, де в товщі цих утворень вирізані житла. Ці скельні утворення були зображені на зворотній стороні нових турецьких банкнот 50 лір 2005—2009 рр.
У Франції такі «стовпи» називають «пані із зачісками»(фр. demoiselles coiffées). Більшість з них знаходяться у департаменті Альпи Верхнього Провансу.
У Сербії, в гірському районі, відомому як Місто Диявола, є 202 ерозійні стовпи. Місцеві жителі цей район називають «земля пірамід». З 1959 року Місто Диявола було узяте під охорону державою. Він також був кандидатом конкурсу Сім нових чудес природи.
Незвичайним явищем є ерозійні стовпи на північному узбережжі Тайваню. Стовпи, що знаходяться там, мають вулканічне походження і виникли на дні моря в епоху міоцена.

## Галерея

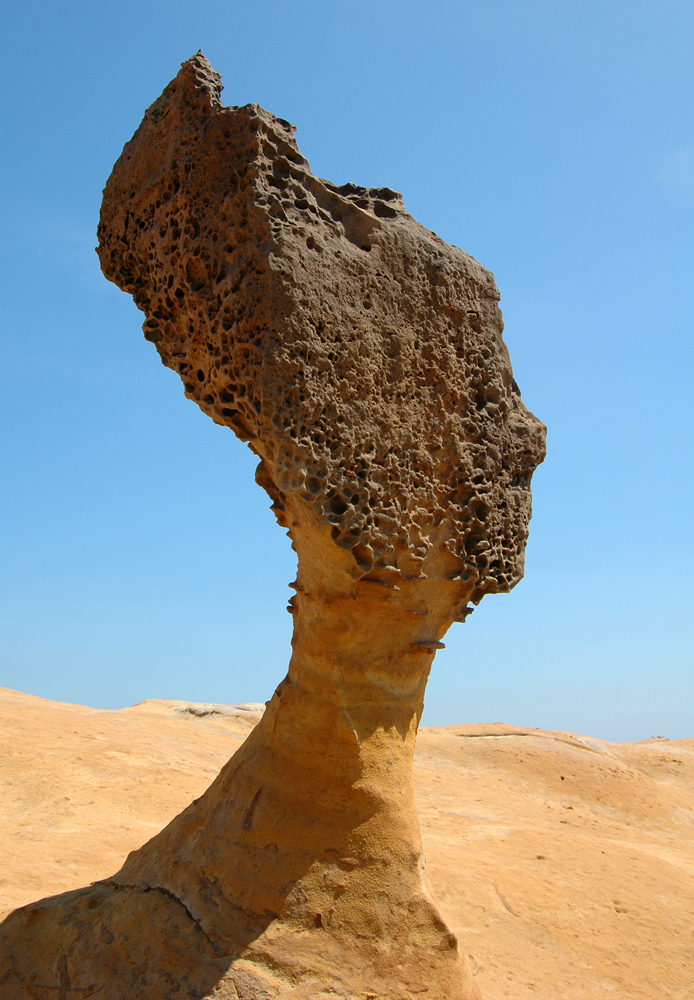
"Голова королеви", Тайвань
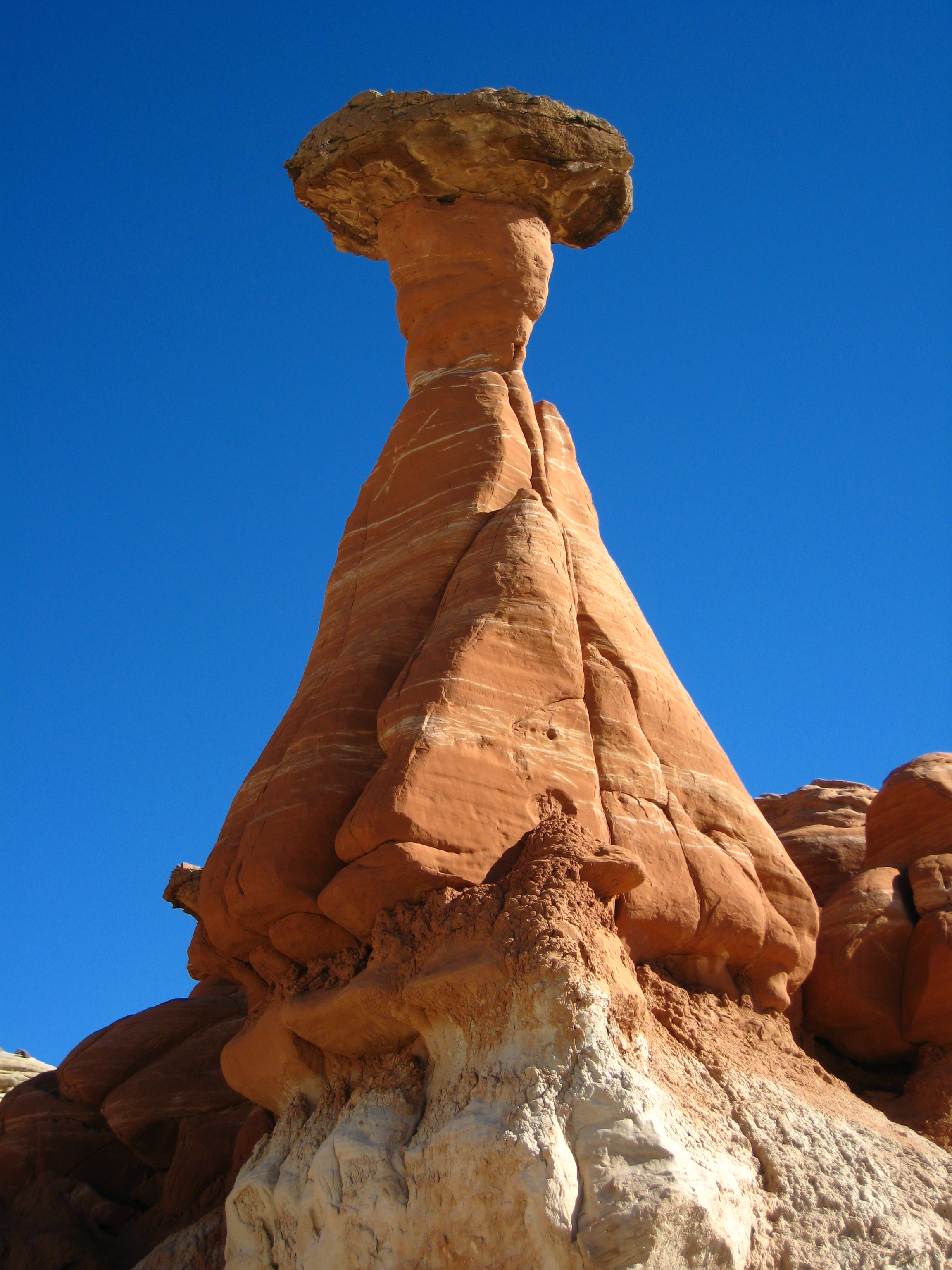
Стовп у вигляді обіднього столу, Юта
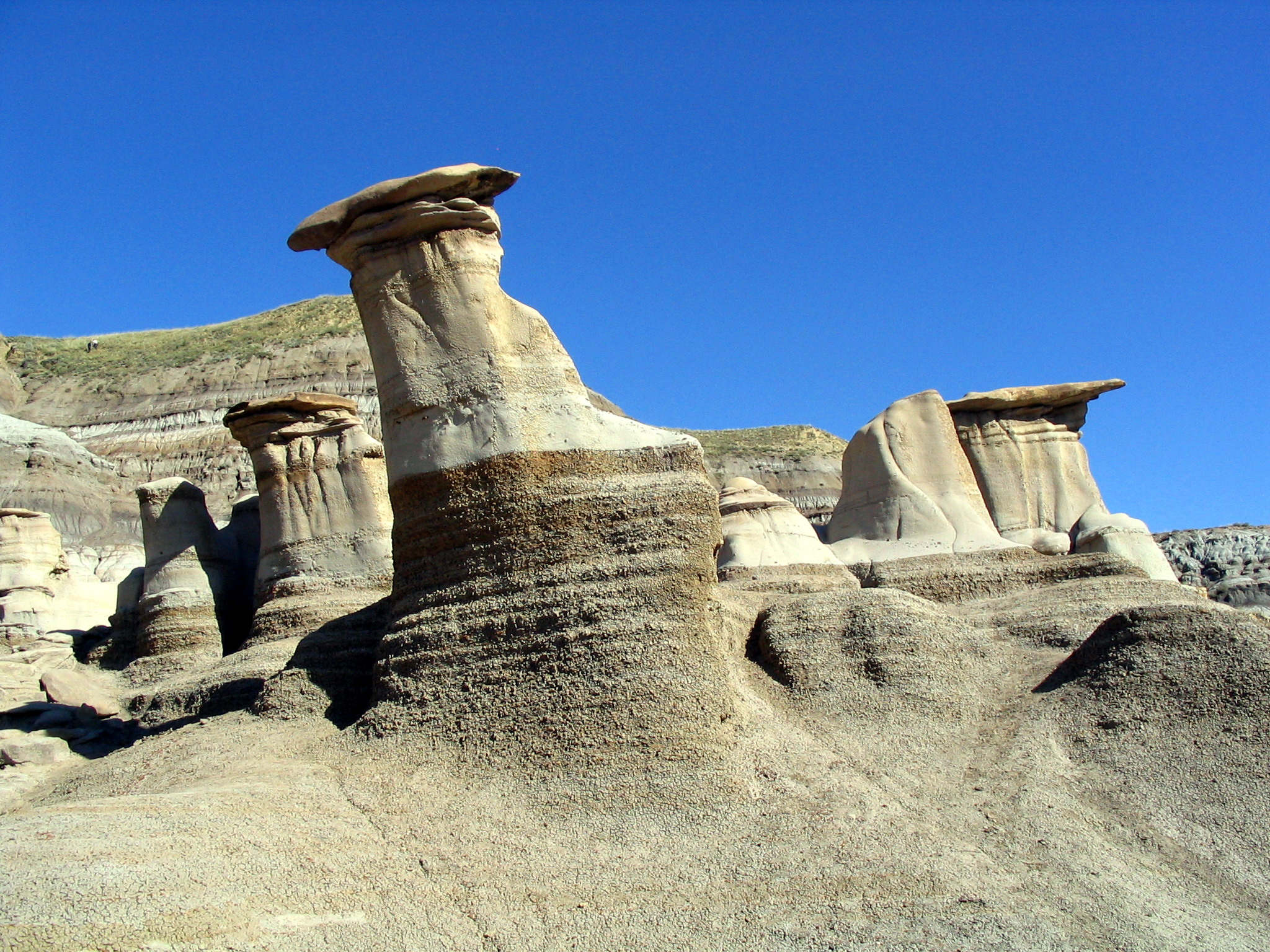
Стовпи на схід від Друмхеллера, Альберта
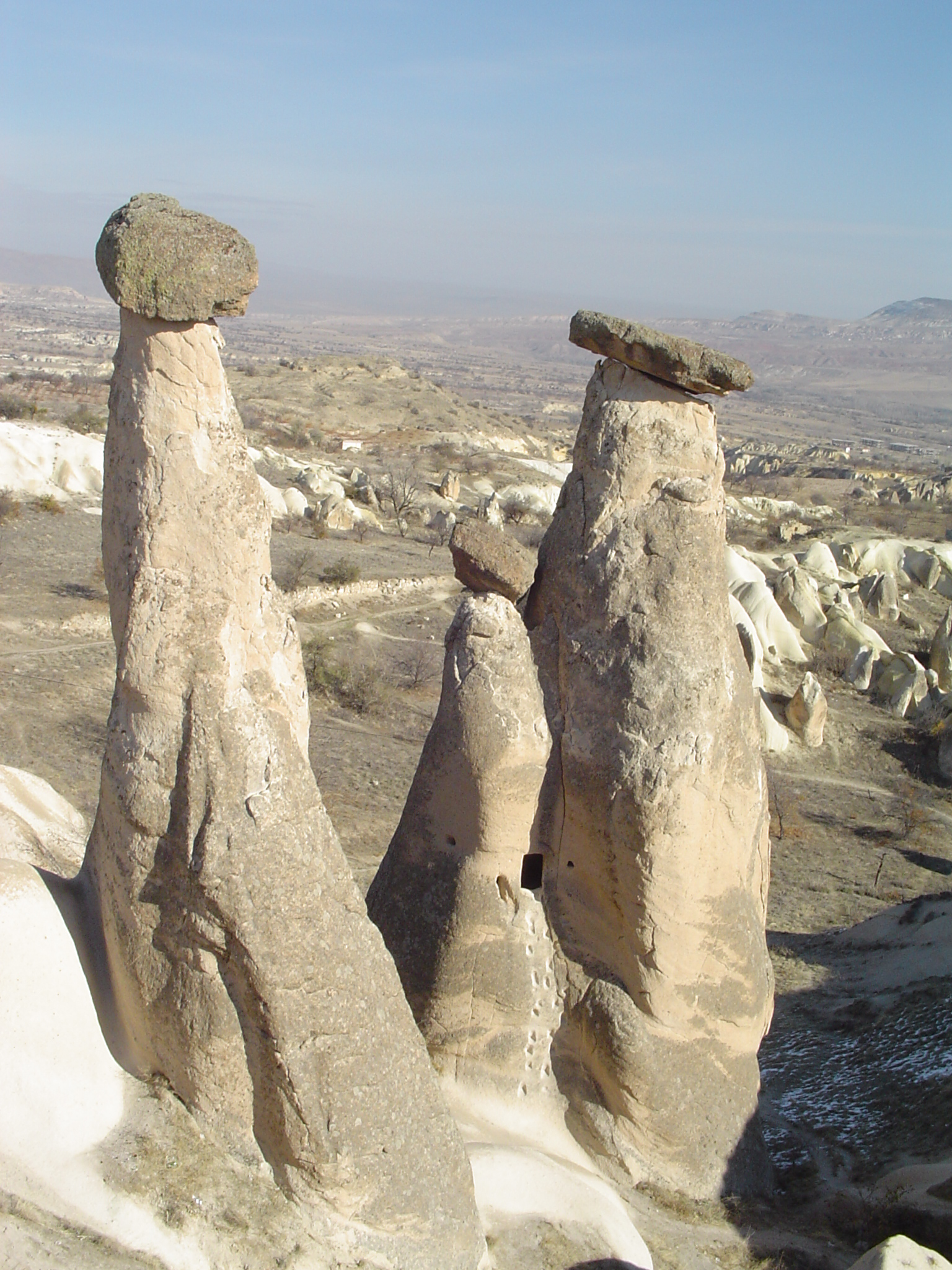
Стовпи в Каппадокії, Туреччина
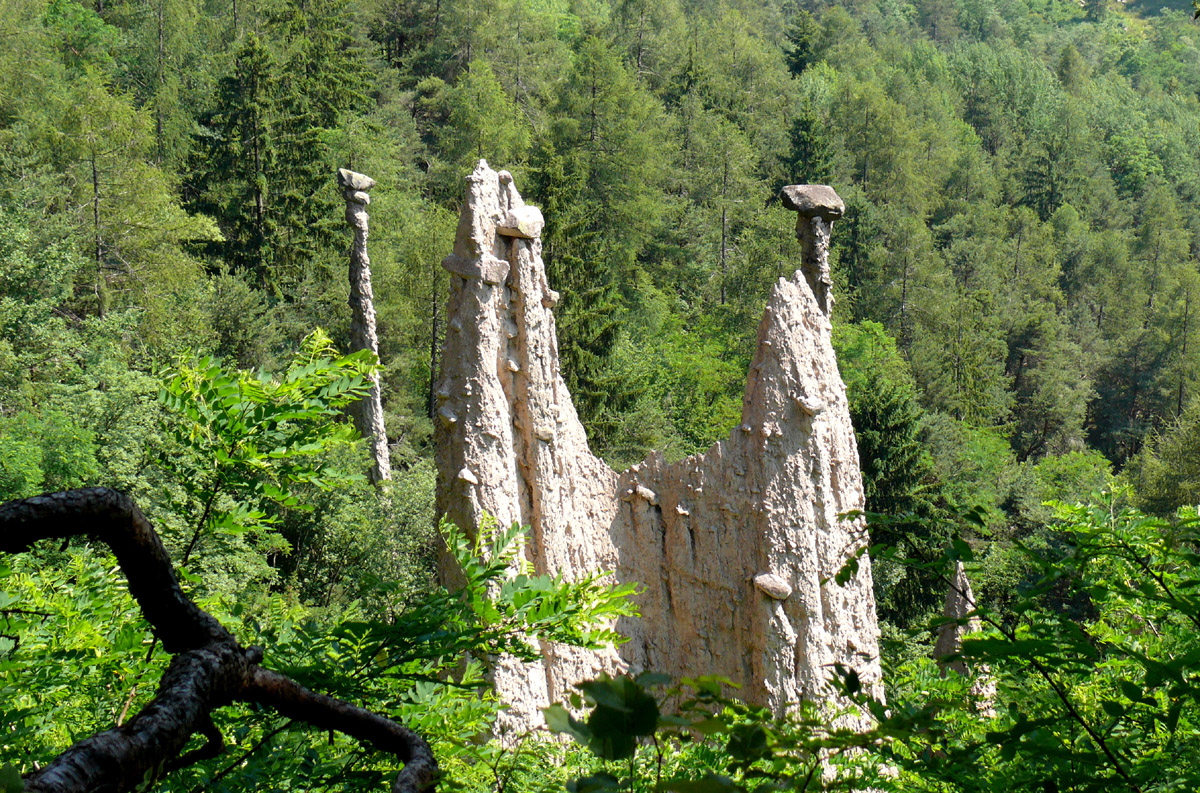
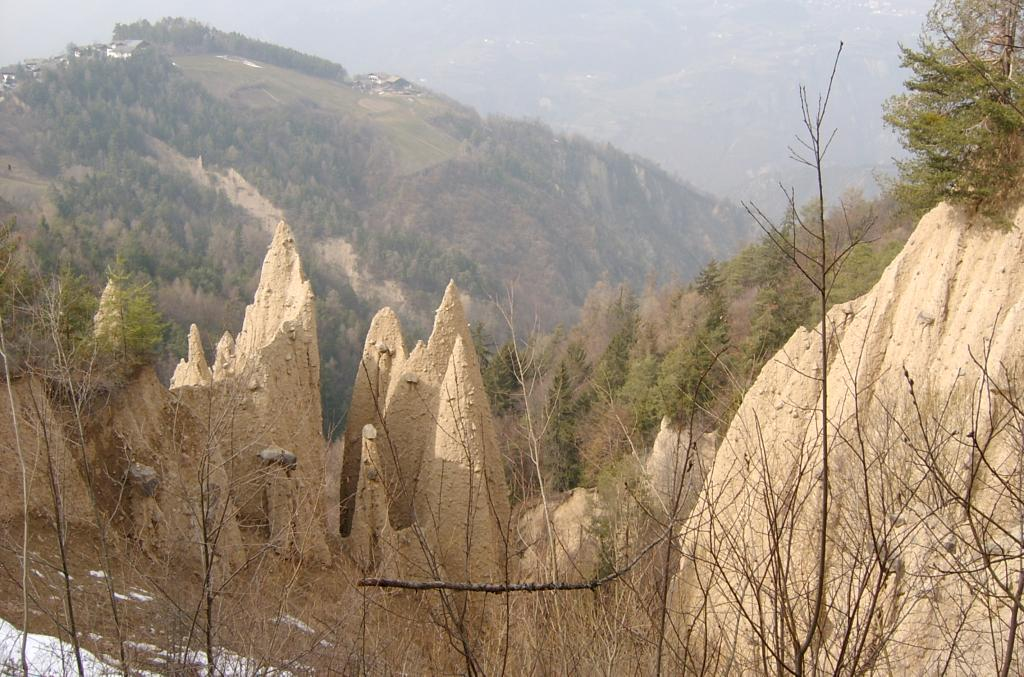
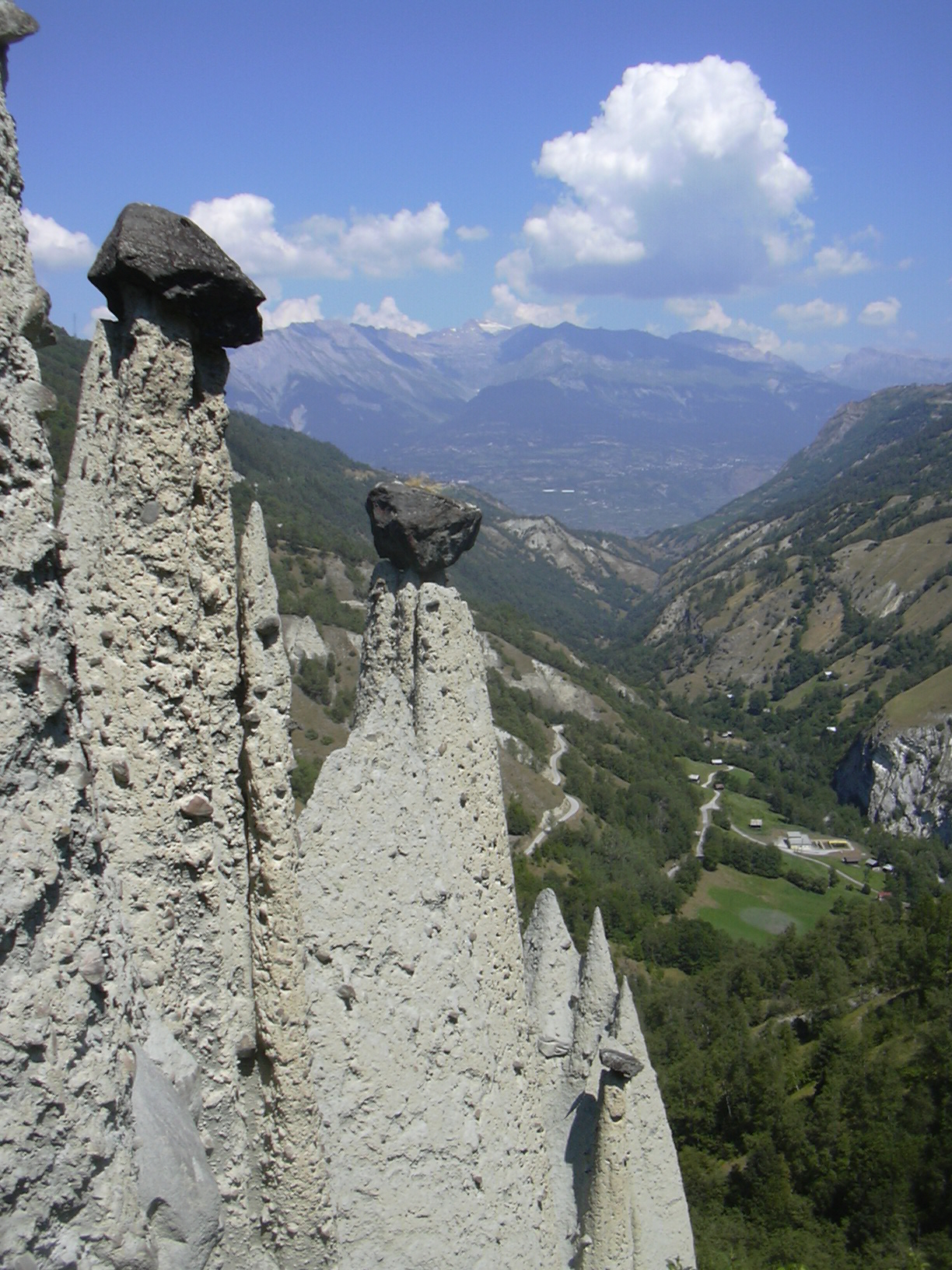